# Hélène Boschi
Hélène Boschi   (Lausana, 11 d'agost de 1917 - Estrasburg, 9 de juliol de 1990) va ser una pianista franco-suïssa, nascuda a Lausana. Va estudiar amb Yvonne Lefébure i Alfred Cortot a l'Escola normal de música de París. Al llarg de la seva vida va portar una doble carrera com a professora i com a intèrpret.
Va tocar la música del segle xx, Bartok, Dukas, Maurice Emmanuel, Janáček o Martinu. Luigi Dallapiccola va dedicar el seu Quaderno Musicale di Annalibera (creada el 1952), Fernando Lopes-Graça la seva tercera sonata (creada el 1954) i Claude Ballif la seva quarta sonata (creada el 1963). També va fer la primera representació del Concertino de piano de Karel Husa a Brussel·les (1954) que li va ser dedicat. El 1955 Hélène Boschi va estrenar el Preludi per a piano i orquestra de Jean-Louis Martinet i el 1964 Les sis peces de l'automne 53 de Louis Durey per a piano.
Hélène Boschi va interpretar Johann Sebastian Bach, François Couperin, Gabriel Fauré, Franck, Joseph Haydn, W-A Mozart, Robert Schumann. Rameau, K-M von Weber. Entre els seus companys de música de cambra hi ha Armand Angster, Gerard Caussé, Michel Debost, Irène Joachim, Annie Jodry, Jean-Jacques Kantorow, Étienne Péclard, Peter Rybar, Milos Sadlo. Hélène Boschi també va formar amb la pianista Germaine Mounier, un duet de piano amb un ampli repertori, enregistrant obres de Mozart, Clementi, Debussy i Busoni.
Del 1955 al 1965, com a solista de la "Radiodiffusion-Télévision Française" (RTF), va realitzar nombrosos concerts de difusió. També va tocar amb les principals orquestres europees (Czech Philharmonic, Leipzig Gewandhaus Orchestra, Chamber Chamber of Berlin, Orchestre national de France, Concertgebouw Amsterdam, Orchestre Philharmonique de Strasbourg, etc.) i directors de renom com George Enescu, Kiryl Kondrashin, Jean Martinon, Kurt Masur, Vaclav Neumann, Manuel Rosenthal, Kurt Sanderling, Karel Sejna, etc.
Del 1960 al 1965, Hélène Boschi va donar classes a l'Escola Normal de Música de París. Després va dirigir durant vint anys (1965-1985) una de les millors classes de piano al Conservatori d'Estrasburg. També va impartir classes magistrals durant 15 anys a Weimar. Entre els seus estudiants hi havia Piotr Anderszewski, Dana Borsan, Claire Chevallier, Allain Gaussin, Alain Jomy, Thierry Mechler, Jean-Marie Sénia, Emmanuel Strosser i François Verry.
El 1975, Hélène Boschi va rebre el premi Robert Schumann per les seves interpretacions del compositor nascut a la ciutat de Zwickau.

## Discografia
Boschi va enregistrar al llarg de la seva carrera per a diverses companyies discogràfiques: "Le Chant du Monde, Supraphon, VEB Eterna". Va ser la primera pianista que va enregistrar les Sonates del pare Antonio Soler (1952, Gran Premi del Disc) i les obres completes per a piano i música de cambra de Clara Schumann (amb Annie Jodry i Roland Pidoux)